# Han Song-hyok
Han Song-hyok ((한성혁?, 韓成赫?); 4 agosto 1993) è un calciatore nordcoreano, centrocampista dell'April 25.

## Carriera

### Club
Ha giocato nella prima divisione nordcoreana.

### Nazionale
Ha esordito in nazionale nel 2014.